# Głuszec czarnodzioby
Głuszec czarnodzioby, głuszec syberyjski, głuszec kamienny (Tetrao urogalloides) – gatunek dużego ptaka z rodziny kurowatych (Phasianidae).

## Systematyka
Międzynarodowy Komitet Ornitologiczny (IOC) wyróżnia dwa podgatunki T. urogalloides, w przeszłości proponowano ich kilka więcej.
- T. urogalloides urogalloides – północno-wschodnia Azja.
- T. urogalloides kamtschaticus – Kamczatka.

## Występowanie
Występuje na wschód od Bajkału, do Kamczatki i Sachalinu. Największa populacja występuje w Rosji, znacznie mniejsze w Mongolii i północno-wschodnich Chinach.

## Charakterystyka
Wyraźnie rozróżnialny od głuszca zwyczajnego (Tetrao urogallus). Jest największym kurakiem na wschód od jeziora Bajkał.
Występuje dymorfizm płciowy. Samiec waży 3–4 kg. Jest trochę mniejszy od samca głuszca zwyczajnego, ubarwienie czarne z charakterystycznymi, zaokrąglonymi białymi plamami na pokrywach skrzydłowych, krótki czarny dziób, sterówki długie z białymi plamami. Samce mają czerwone róże (brwi) nad oczami i krótką czarną brodę. Samice nieco mniejsze, masa ciała wynosi 2–2,7 kg. Wyglądem przypominają kury głuszca zwyczajnego, lecz brak rudej plamy na piersi.

## Środowisko
Głuszec czarnodzioby żyje w lasach górskich i na równinach w tajdze, preferując lasy modrzewiowe, zdarza się go spotkać w lasach mieszanych, liściastych i sosnowych. Na Kamczatce występuje podgatunek T. u. kamtschaticus, który żyje w niskich brzozowych laskach. Tryb życia osiadły, z małymi migracjami.

## Pożywienie
Od listopada do marca przeważnie igły sosny, pąki drzew liściastych. Latem zjadają igły modrzewia, różne części roślin, jagody, leśne owoce i owady. Ptaki jesienią muszą zgromadzić bardzo duże zapasy tłuszczu, który pozwoli im przetrwać ostrą i mroźną zimę.

## Rozród
Ptaki są płodne już w pierwszym roku życia. Ale samce kryją zazwyczaj w drugim roku, nie tokują w obecności starszych samców. Głuszec jest poligamiczny, samiec kopuluje z większą liczbą kur. Toki zaczynają się w marcu i trwają do końca maja. Kulminacyjnym punktem toków jest koniec kwietnia, początek maja. Samce tokują na ziemi i na drzewie. Toki są podobne do europejskiego głuszca, tylko z różnicą śpiewu samców. Samce nie śpiewają i nie głuchną. Samiec wydaje oryginalne kliknięcia, jak dźwięk kastanietów, co można usłyszeć z odległości 250 metrów.
Gniazdo to wykopany dołek, średnio ukryty. Samice znoszą pierwsze jaja w maju. Inkubacja trwa 24–26 dni. Pisklęta legną się w czerwcu. Pierwszy pokarm stanowią owady, jagody, owoce. W późniejszym okresie dieta piskląt zmienia się na bardziej roślinną.

## Status
Międzynarodowa Unia Ochrony Przyrody (IUCN) uznaje głuszca czarnodziobego za gatunek najmniejszej troski (LC – least concern) nieprzerwanie od 1988 roku. W Rosji jest gatunkiem łownym. Liczebność rosyjskiej populacji w 2009 roku zgrubnie szacowano na 100 tysięcy – 1 milion par lęgowych, a populacji chińskiej na mniej niż 100 par lęgowych. Trend liczebności populacji uznaje się za spadkowy, prawdopodobnie ze względu na nadmierne polowania, być może też naturalne fluktuacje.